# Efim Tcaci
Efim Tcaci (în rusă Ефим Ткач; n. 8 ianuarie 1928, Secureni, județul Hotin, România – d. 27 aprilie 2003, Chișinău, Republica Moldova) a fost un evreu basarabean, muzicolog, critic muzical, publicist și profesor sovietic și moldovean, membru al Uniunii Compozitorilor din Moldova.

## Biografie
S-a născut în Bălți (potrivit altor surse, la Secureni, în nordul Basarabiei) în 1926 într-o familie evreiască bogată a cojocarului Mark Tcaci și a soției sale Nehoma. În timpul celui de-al doilea război mondial, împreună cu familia sa s-a aflat în ghetoul Krîjopil din Transnistria, după eliberare în 1944, familia s-a întors la Bălți. După absolvirea școlii, a studiat la Institutul Pedagogic din Bălți. În 1953 a absolvit secția de orchestră a Conservatorului din Chișinău la clasa de flaut, din 1949 a predat la Școala Gimnazială de Muzică de specialitate din Chișinău. A lucrat ca redactor muzical la editurile „Cartea moldovenească” și „Literatura artistică”, precum și la Enciclopedia Sovietică Moldovenească, a fost responsabil de secțiunea muzicală a Filarmonicii de Stat din Moldova și a predat la Institutul de Arte din Chișinău (mai târziu profesor), a condus periodic programe muzicale și pedagogice în „limba moldovenească” la radioul republican.
În ultimii ani ai vieții, a condus o emisiune în idiș pe teme muzicale la radioul Chișinău (în programul Indzer Label – Viața noastră). În 1997, împreună cu criticul literar Efim Levit și poetul Anatol Gugel, a devenit fondatorul Alianței Democrate Antifasciste din Moldova, până în ultimele zile de viață a fost președintele acesteia.
Efim Tcaci este autorul a numeroase articole despre cultura muzicală a Moldovei, opera compozitorilor moldoveni contemporani, teoria generală a muzicii în limbile rusă și „moldovenească”, precum și a cărților monografice: „Manual de teorie a muzicii elementare” (împreună cu Zinovii Stolear, 1957, 1961 și 1964 în rusă și moldovenească), Opera „Grozovan” a lui David Gerșfeld (cu Z. Stolear, 1960), „Ghid muzical” (volumul 1 - 1962, volumul 2 - 1966, în „limba moldovenească”), „Dicționar muzical concis” (1972, în limba moldovenească), „Ciprian Porumbescu. Lucrări alese” (1975, în limba moldovenească), „Timofei Gurtovoi” (în limba moldovenească, 1975), „Muzica Moldovei Sovietice. 1945-1970. Notografie” (1976, în moldovenească și rusă), „Premiere. Portrete” (colecție de articole în moldovenească, 1977), „Eugen Doga” (în limba moldovenească, 1980), „Dimitrie Cantemir. Compoziții muzicale” (în moldovenească, 1980), „Înaintași Al Muzicii Românești” (despre istoria muzicii românești, 1994), „Antiiudaism sau lumea din peșteră” (poezii, două ediții în limba rusă și română despre Holocaustul din Moldova, 1998/1999). A tradus în moldovenească cărțile lui M. Goldenstein „Muzica în viața lui Vladimir Ilici Lenin” (1964) și F. Orehovskaia „Cinci portrete” (1973). Împreună cu filologul Efim Levit și poetul Anatol Gugel a întocmit și publicat 4 volume de documente legate de evenimentele Holocaustului din Moldova (patru numere ale revistei bilingve ruso-române „Nu vom uita! – Не забудем!”).
A fost căsătorit cu compozitoarea Zlata Tcaci.